# Pasiphaea korzuni
Pasiphaea korzuni is een garnalensoort uit de familie van de Pasiphaeidae. De wetenschappelijke naam van de soort is voor het eerst geldig gepubliceerd in 1995 door Burukovsky.